# W. C. P. Taxicab Company
W. C. P. Taxicab Company war ein US-amerikanischer Hersteller von Automobilen.

## Unternehmensgeschichte
Das Unternehmen wurde Anfang 1909 in New York City gegründet. Es gehörte zu Wyckoff, Church & Partridge, die Fahrzeuge von Decauville importierte. Genannt werden die Personen C. F. Wyckoff und E. S. Partridge, aber kein Herr Church. Im gleichen Jahr begann in Zusammenarbeit mit der Bristol Engineering Company die Produktion von Automobilen. Der Markenname lautete WCP. Ab Juni 1909 sind fertige Fahrzeuge überliefert. 1912 endete die Produktion, als die Muttergesellschaft in den Bankrott ging.

## Fahrzeuge
Im Angebot standen Taxis, die in New York City eingesetzt wurden. Die Aufbauten waren Landaulet. Die Fahrzeuge hatten Linkslenkung.